# Albert Ferrer
Albert Ferrer i Llopis, španski nogometaš in trener, * 6. junij 1970, Barcelona, Španija.
Sodeloval je na nogometnemu delu poletnih olimpijskih iger leta 1992.